# Santillana del Mar
Santillana del Mar là một đô thị trong tỉnh Cantabria, Tây Ban Nha.

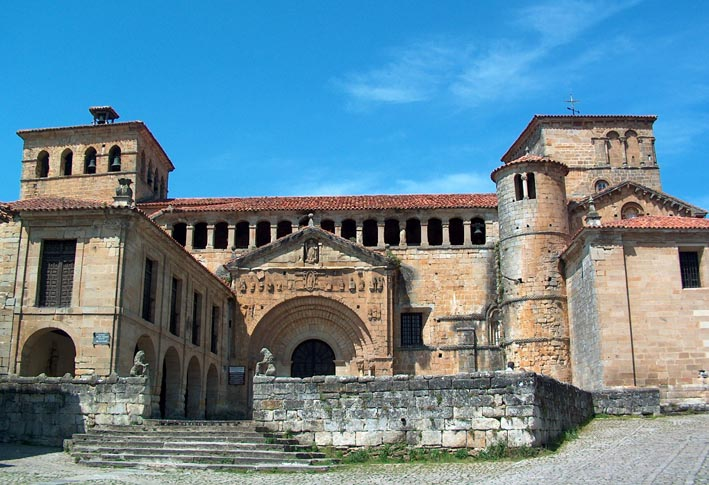
Collegiate church in Santillana